# Duyên Hà (huyện)
Duyên Hà là một huyện cũ thuộc tỉnh Thái Bình, Việt Nam.

## Vị trí địa lý
- Phía Bắc giáp huyện Phù Cừ của tỉnh Hưng Yên.
- Phía Nam giáp huyện Thư Trì.
- Phía Đông giáp huyện Quỳnh Côi và Tiên Hưng.
- Phía Tây giáp huyện Hưng Nhân.

## Lịch sử
Vào thời kỳ Pháp thuộc, Duyên Hà là huyện thuộc phủ Tiên Hưng, tỉnh Hưng Yên. Năm 1894, toàn quyền Đông Dương Jean-Marie de Lanessan ra quyết định quy hoạch thành lập thị xã Thái Bình đã cắt hai huyện của phủ Tiên Hưng là Duyên Hà và Hưng Nhân vào tỉnh Thái Bình.
Ngày 17 tháng 6 năm 1969, huyện Duyên Hà được hợp nhất với huyện Hưng Nhân thành huyện Hưng Hà.

## Hành chính
Huyện Duyên Hà có 19 xã: An Đình, An Đồng, Chí Hòa, Dân Chủ, Đoan Hùng, Độc Lập, Duyên Hải, Hùng Dũng, Hồng Lĩnh, Hồng Phong, Minh Hòa, Minh Hồng, Minh Khai, Kim Trung, Tam Điệp, Tam Nông, Thống Nhất, Văn Cẩm và Văn Lang.